# Estádio Municipal Deusdeth de Melo
Estádio Municipal Deusdeth de Melo – stadion piłkarski, w Campo Maior, Piauí, Brazylia, na którym swoje mecze rozgrywa klub Caiçara Esporte Clube.